# Cis rotundulus
Cis rotundulus es una especie de coleóptero de la familia Ciidae.

## Distribución geográfica
Habita en el Sureste de Estados Unidos.